# Oxyopes exsiccatus
Oxyopes exsiccatus là một loài nhện trong họ Oxyopidae.
Loài này thuộc chi Oxyopes. Oxyopes exsiccatus được Embrik Strand miêu tả năm 1907.